# ビュイック
ビュイック（英: Buick）はアメリカ合衆国の自動車メーカー、ゼネラルモーターズ(GM)が製造・販売する乗用車のブランドのひとつである。

## 概要
2019年現在、現役の自動車ブランドとしてはメルセデス・ベンツ、プジョー、ルノー、フィアット等に次いで世界でも古参に数えられるブランドである。現在はアメリカ合衆国、カナダ、メキシコ、中国、イスラエル、台湾で販売されている。
GMのブランド群の中では大衆車ブランドのシボレーより上級の中級車ブランドに位置づけられ、主に中大型の乗用車を扱う。ライトトラック（ピックアップトラック・SUV）中心のGMCや、比較的安価な乗用車を中心とするポンティアックやオールズモビル（2つとともにブランド廃止）とは販売網が統合されており、それによってラインアップの相互補完がなされている。
ビュイックは2020年代にSUVのみを扱うブランドとなる予定である。

## 歴史

### 設立
ビュイックの起源は1903年まで遡る。イギリス系アメリカ人、デイヴィッド・ダンバー・ビュイックによってミシガン州フリントに設立された「ビュイック・モーター社」がその前身となっており、同社はOHVエンジンの開発によって売上を順当に伸ばしていたが、翌1904年にジェームズ・ホワイティングによって買収される。
ジェームズは同社の管理を新たに招聘したウィリアム・C・デュラントに委ね、デイヴィッド・ビュイック自身は保持していた同社の株を破格の値で譲渡して同社の経営より離れる。ウイリアム・デュラントは優れた経営手腕を持っており、販売網とサービスを強化したためビュイックは数年のうちにたちまち全米でも有名な自動車メーカーとなった。

### GM傘下に
同社は後にオールズモビル、キャデラックと共にゼネラル・モーターズ・カンパニーを組織し、ウィリアム・デュラントによってビュイックはGM内においてキャディラックに次ぐハイ-ミドルレンジの自動車を供給する位置付けと定められた。
1929年には、前年にキャデラックが廉価版の「ラ・サール」ブランドを展開したことを受けて、ビュイックの販売部門はビュイック・ブランドとGM内でミドルレンジを担っていたオールズ・モビルとの間に存在した価格帯を埋める位置付けで「マルケット」ブランドを開始する。しかしその目論見は失敗し、単年度の展開を以て終了する。

### 高い人気
この頃より日本などへその販路を広げ、アメリカを代表する大型高級車として親しまれた。また、その後は第二次世界大戦と戦後の好景気を経て、アメリカの保守的なアッパーミドル層向けの上品なハイ-ミドルレンジ高級車としての位置を保ち、フォードのマーキュリーなどを主なライバルに、「ルセーバー」や「リビエラ」、「センチュリー」や「パークアベニュー」などの主要車種がアメリカ内外で高い人気を維持し続けていた。

### 2000年以降
その後はGMのブランド展開の方針変更により日本や欧州・オセアニア市場から撤退し、それ以外の国々では現在に至るまで堅調な販売を続けている。調査会社による顧客満足度調査ではいつも上位にいる。しかし、保守的なマーケティング手法が飽きられ、オーナーの平均年齢層が高くなってきたことや、日本車やドイツ車、韓国車などの輸入車に人気を奪われたためにアメリカ本国での販売は芳しくなくなっている。
そのためしばしばブランド展開の終了がささやかれることもあり、2004年にGMがオールズモビルを終了した時にはその話題は現実味を帯びた。しかしゼータプラットフォーム搭載モデルを継続してリリースしていることもあり、今後暫くは継続していくものと思われる。
一方でビュイックは拡大を続ける中国市場で大きく成長を続けており、2006年には304,000台を販売し、本国アメリカの241,000台を大きく上回って、同ブランド最大の市場となった。
2010年には13年ぶりにメキシコ市場への再参入を果たし、廃止が決まったポンティアックに代わって既存のポンティアック-GMCディーラー網で販売が行われる。

### ラインナップの変遷
オールズモビルを吸収した2004年以降、ビュイックはラインナップの整理を進め、センチュリーとリーガルをラクロスに、ルセーバーとパークアベニューをルサーンにそれぞれ統合した。また、ミニバンのテラーザ、およびSUVのランデヴー、レイニアは打ち切られ、3列シートのクロスオーバーSUVであるアンクレイブに置き換えられた。これにより北米ではポンティアックとディーラー網が共通とはいえ、ラインナップが大型のモデルに偏ることになった。
しかしポンティアックのブランド廃止によって、ビュイックに中小型車を投入する方針に転換され、まず2010年にはリーガルがオペル・インシグニアベースの中型セダンとして復活した（中華人民共和国では2008年から投入済）。また、小型セダンのベラーノが2012年モデルとして投入される予定である。

## 現行車種一覧

### 北米市場
- アンクレイブ
- アンコール
- アンコール GX
- エンビジョン

### 中国市場
- アンクレイブ
- アンコール
- アンコール GX
- ヴェリテ6[4]
- ヴェリテ7
- エクセル
- エクセル GT/エクセル GX
- エンビジョン/エンビジョンS
- ベラーノ
- ラクロス
- リーガル[5]
- GL6（英語版）
- GL8/GL8 ES

## 旧来車種一覧
- アポロ（英語版）
- ヴェリテ（英語版）
- エステートワゴン（英語版）
- エクセル XT
- エレクトラ（英語版）
- カスケーダ
- グランスポーツ（英語版）
- スーパー（英語版）
- スカイホーク
- スカイラーク（英語版）
- センチュリー
- テラーザ
- パークアべニュー
- ランデヴー
- グランナショナル
- リビエラ
- ルサーン
- ルセイバー（英語版）
- レイニア
- ロイアム（英語版）
- ロードマスター（英語版）
- ワイルドキャット（英語版）

## コンセプトカー
- Y-Job（1938年）
- ブラックホーク（英語版）（1939年）
- ストリームライナー（1948年）
- ルセイバー（英語版）（1951年）
- XP-300（英語版）（1951年）
- ワイルドキャットI（1953年）
- ワイルドキャットII（1954年）
- センチュリオン（1956年）
- XP75（1958年）
- インヴィクタ コンセプト（1959年）
- シルバーアロー（1963年）
- センチュリークルーザー（1969年）
- シルバーアローII（1972年）
- シルバーアローIII（1972年）
- リーガル コンセプトEPC 476（1978年）
- スカイホーク ターボ（1982年）
- クエスター（1983年）
- ワイルドキャット コンセプト（1985年）
- パークアベニュー エッセンス（1989年）
- ボレロ（1990年）
- Sceptre（1992年）
- XP2000（英語版）（1995年）
- シグニア（1998年）
- シエロ（1999年）
- ラクロス コンセプト（2000年）
- ベンガル（英語版）（2001年）
- サンティエーム（2003年）
- ヴェリテ コンセプト（英語版）（2004年）
- エンクレイブ コンセプト（2006年）
- リビエラ コンセプト（2007年）
- リーガル コンセプト（2010年）
- ラクロスGL（2011年）
- エンビジョン（2011年）
- リビエラ コンセプト（2013年）
- アベニール（英語版）（2015年）
- アビスタ（英語版）（2016年）
- ヴェリテ コンセプト（2016年）
- エンスパイア（2018年）
- エレクトラ（2020年）
- スマートポッド（2021年）
- GL8 フラッグシップ（2021年）
- エレクトラ-X コンセプト（2022年）
- ワイルドキャットEV（英語版）（2022年）
- プロキシマ（2023年）

## 日本におけるビュイック
第一次世界大戦後の1920年代頃より梁瀨商會（ヤナセ）により「ビウイク」のブランド名で日本市場に導入され、GMにおけるキャデラックに次ぐ高級車として華族などの上流階級を中心に親しまれたほか、1930年代には官公庁における公用車としても盛んに用いられた。
第二次世界大戦後の吉田茂の自由民主党総裁専用車もビュイックであった他、連合国軍の将兵の多くも公用車や自家用車として使用していた。
かつて日本ではヤナセなどが正規輸入販売していたが、GMのブランド展開の方針変更により1996年に日本市場から撤退した。現在は一部の輸入販売業者が並行輸入している。なお、ヤナセが創業時に販売を始めたのはビュイックとキャデラックからだった。

## 画像

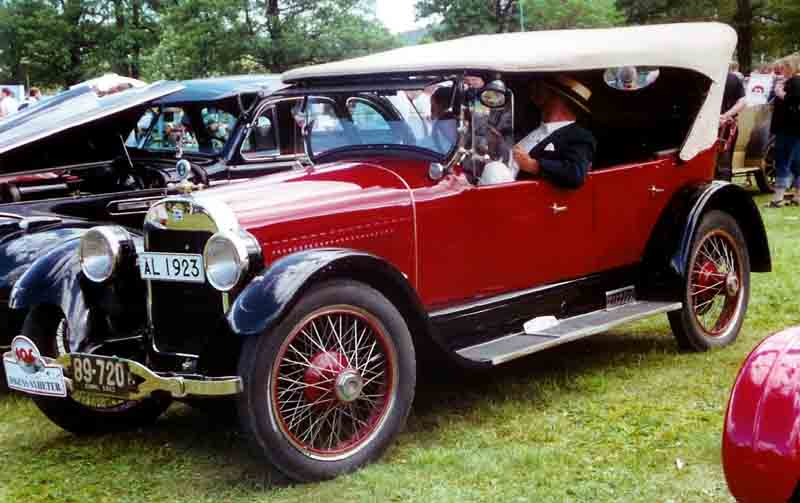
ビュイック・マスター・スポーツ・ツーリング (1923年)
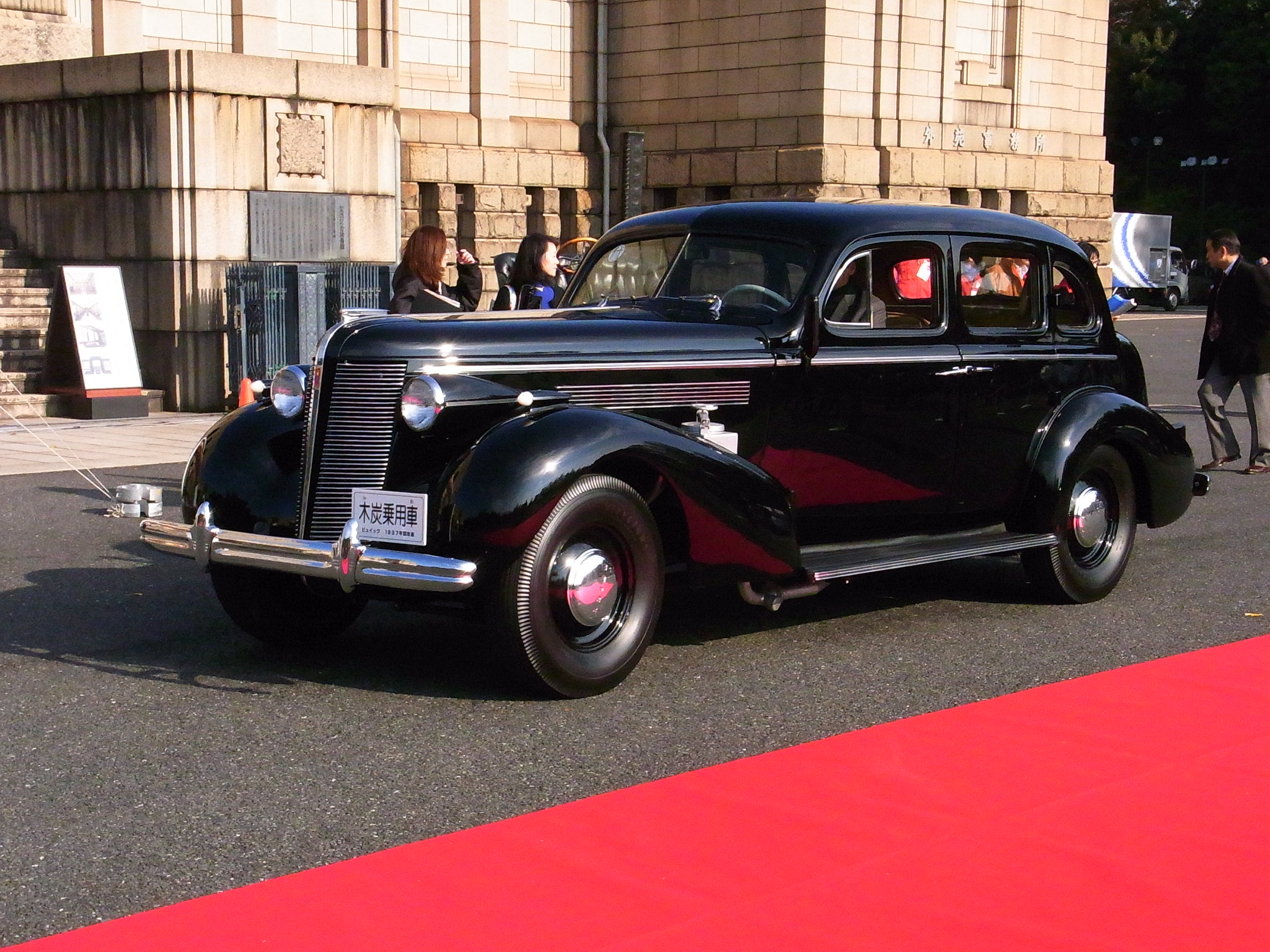
木炭自動車に改造された1937年型ビュイック (2010年11月27日撮影)
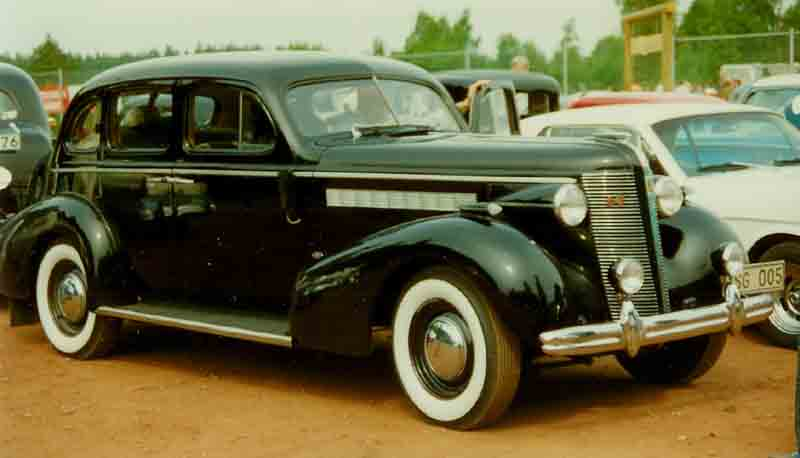
ビュイック・40・ツーリングセダン (1937年)
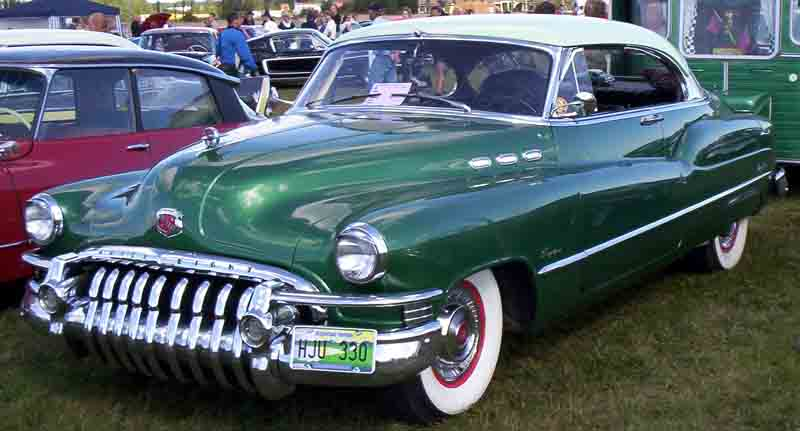
ビュイック・リビエラ (1950年)
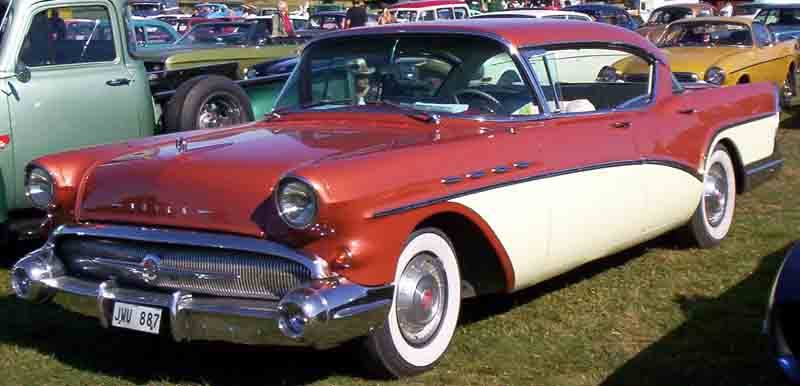
ビュイック・ロードマスター・リビエラ (1957年)
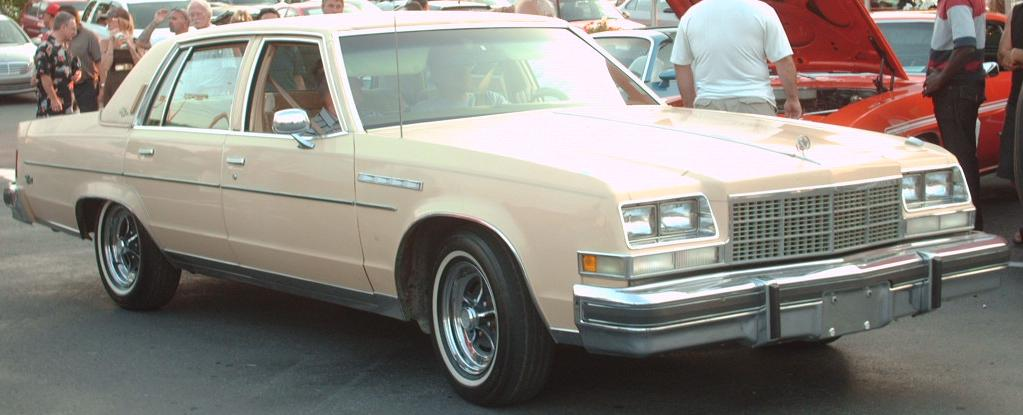
ビュイック・エレクトラ・パークアベニュー (1977年)
かつてヤナセが輸入していたリーガル・エステートワゴン (本国名：センチュリーワゴン)
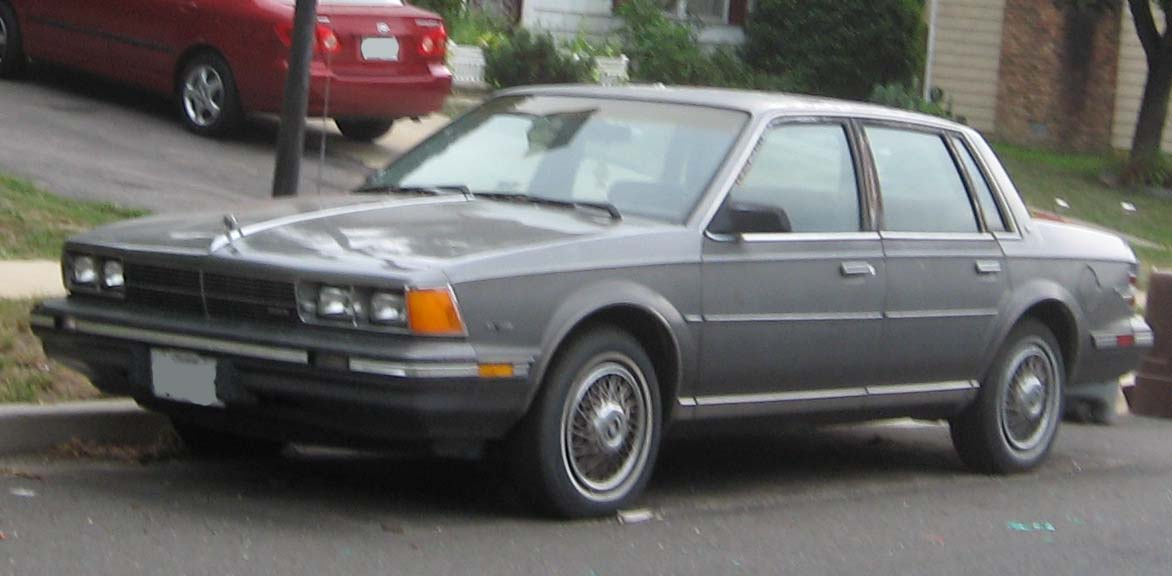
ビュイック・センチュリー (1982年)
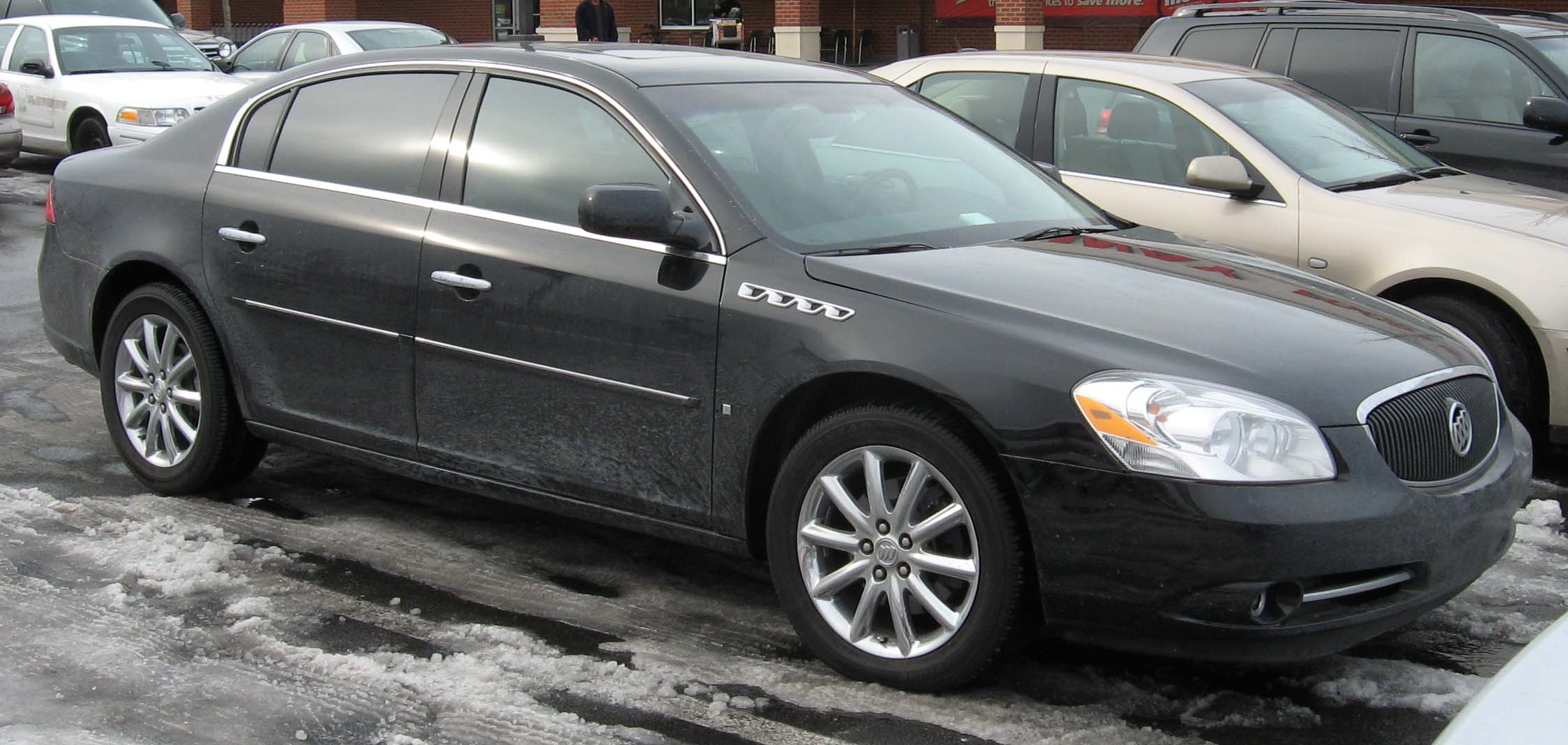
ビュイック・ルサーン (2007年)
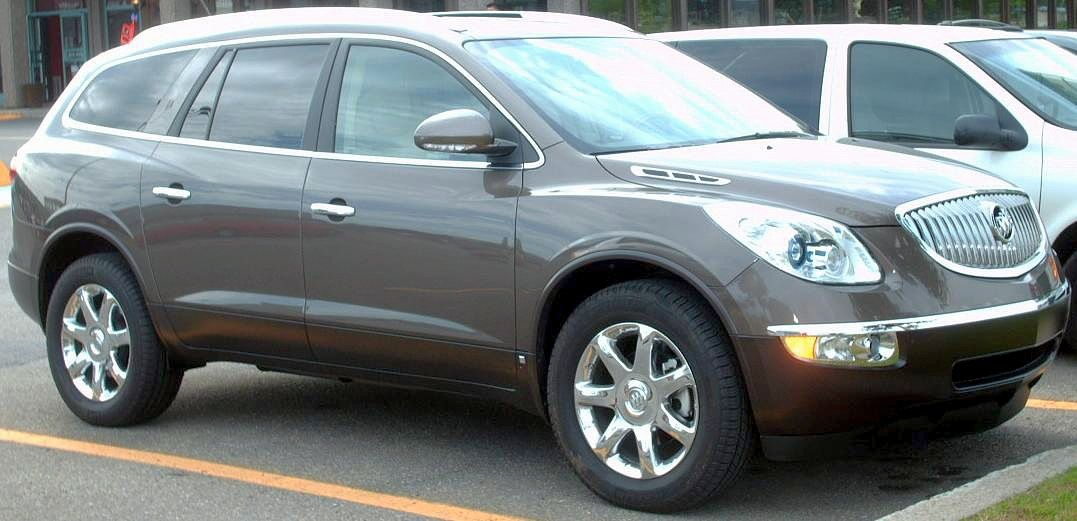
ビュイック・アンクレイブ (2008年)
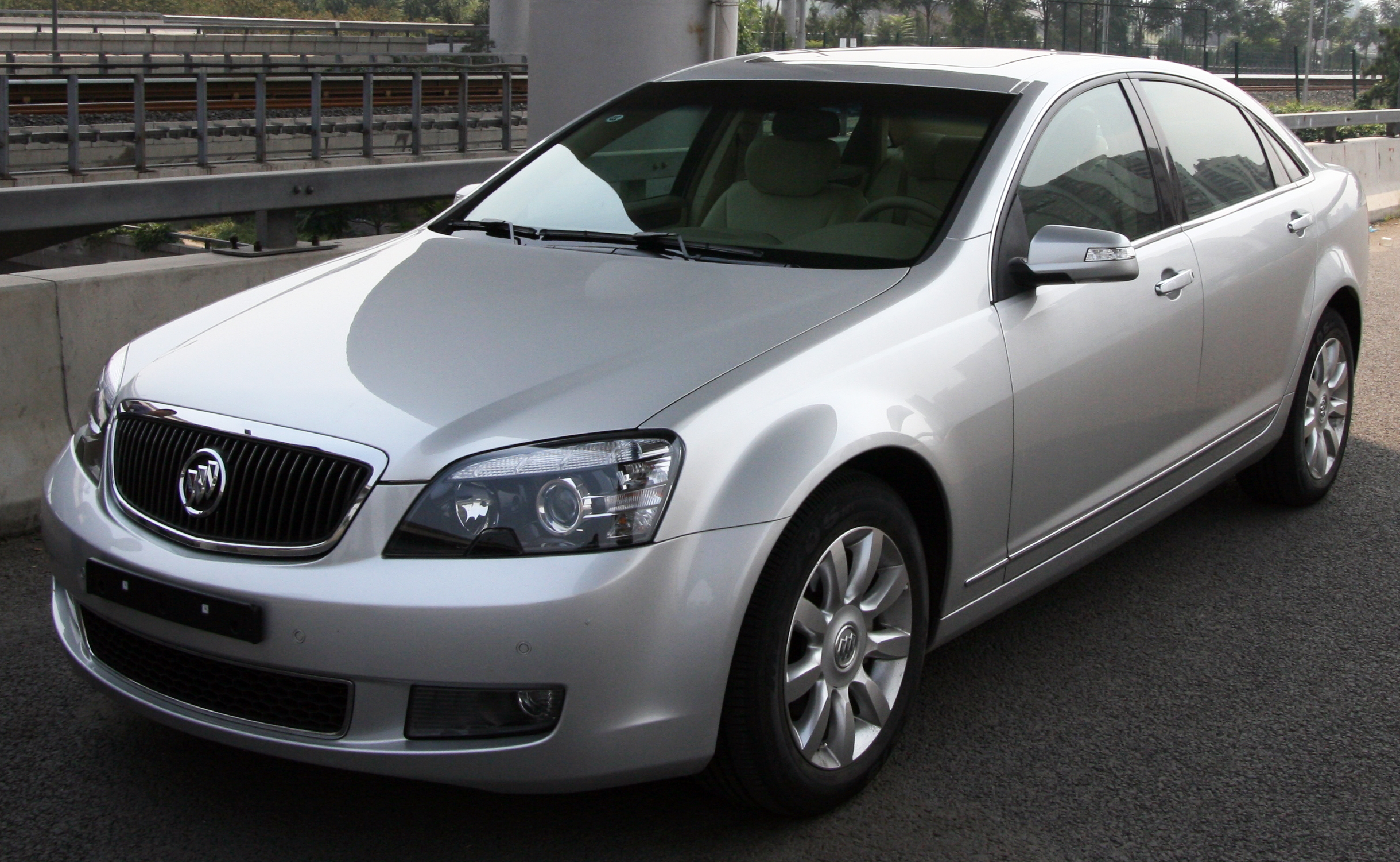
ビュイック・パークアベニュー (2008年、中国専売)
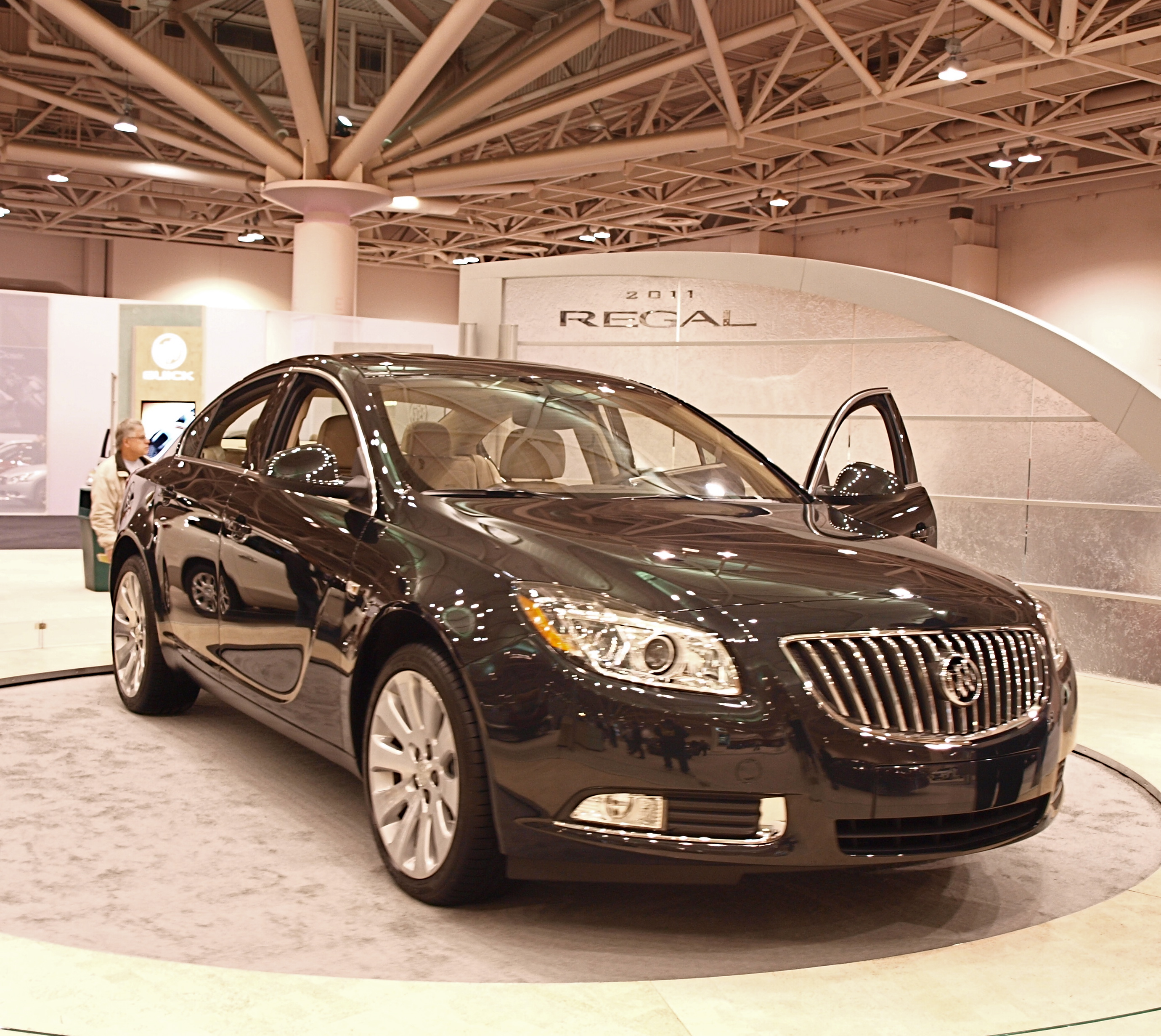
ビュイック・リーガル (2010年)

## 参照
1. ↑  “惜しまれつつ北米から消えた20車種　ヤリス、フィット、シビッククーペも”.   NewSphere. 2021年6月17日閲覧。
2. ↑  “GM Global Sales Dip 1.0% in 2006”. 2008年1月5日閲覧。
3. ↑  “GM Invests $145 Million for Small Cars at Orion Assembly”. GM Media Online (2010年10月7日). 2010年10月17日閲覧。
4. ↑  “米・GMが新型PHV／EV「ヴェリテ6」を公開へ【北京モーターショー2018】”.  clicccar (2018年4月26日). 2020年9月12日閲覧。
5. ↑  日本で発売された同名の車種とは異なる（4代目までは北米オリジナル車種、5代目以降はオペル・インシグニアがベース、日本では商標権の関係でセンチュリーをリーガルとして発売）。
6. ↑  “社史『ヤナセ100年の轍』平成27年9月発行 | 株式会社ヤナセ”. ヤナセ. 2022年10月2日閲覧。